# Jagdgeschwader 80
La Jagdgeschwader 80 (JG 80, 80e escadron de chasseurs) est une unité de chasseurs de la Luftwaffe pendant la Seconde Guerre mondiale.
La JG 80 aurait dû être formée en février 1945 à Goslar, avec les effectifs provenant de la NSFK et la Flieger-HJ, et devait être équipé du Heinkel He 162A. La formation prévue a été annulée en fin de janvier 1945. 
Geschwaderkommodore (Commandant de l'escadron) :
| Début | Fin | Grade | Nom |
| ----- | --- | ----- | --- |
| ?     | ?   | ?     | ?   |